# Comté de Knox (Indiana)
Pour les articles homonymes, voir Comté de Knox.
Le comté de Knox  est un comté de l'État de l'Indiana, aux États-Unis. Il comptait 39 256 habitants en 2000. Son siège est Vincennes.